# جیساپ (جورجیا)
جیساپ، جورجیا (به انگلیسی: Jesup, Georgia) یک شهر در ایالات متحده آمریکا با جمعیت ۱۰٬۲۱۴ نفر است که در جورجیا واقع شده‌است.

## موقعیت جغرافیایی
موقعیت جغرافیایی شهرها و مناطق اطراف به شرح زیر است: